# Dulcémele
El dulcémele o dulcimer (del latín dulcis, dulce y el griego mélos, melodía) es un instrumento de cuerda perteneciente a la familia del salterio por su conformación dinámica. Se construyen diferentes tipos, los más utilizados son:
- el dulcémele de los Apalaches, con cuerdas pulsadas;
- el dulcémele martillado, con cuerdas percutidas.

## Descripción
El instrumento está compuesto de varias cuerdas de metal dispuestas en grupos de dos a cinco cuerdas por nota y distribuidas a lo largo de una caja de resonancia plana y con forma ovalada o trapezoidal. Las cuerdas pasan sobre puentes que se encuentran acoplados a la caja armónica. Cada cuerda está equipada con una sordina controlada por un pedal. La tesitura del dulcémele es bastante extensa y va desde re2 a mi6. El sonido resulta al ser golpeadas por unos martillos ligeros que producen un sonido vibrante, seco y metálico. Existen variantes de disposición de escalas cromáticas y diatónicas.
Se cree que el actual dulcimer proviene del tympanon medieval y aparece nombrado desde el siglo X. Hoy, en Europa, se puede encontrar en las regiones alpinas y los Balcanes, y en Norteamérica en músicas folclóricas. Es muy utilizado en la música turca, música iraní, etc,
Es un antecesor del piano, aunque no posee teclas, y tiene su origen en el Oriente Próximo, probablemente como el santur persa. En España fue conocido en el siglo XII y hacia 1800 había llegado a China, donde se lo llamó yangqin (cítara extranjera). 
Este instrumento se encuentra en la música folclórica de toda Europa; como ejemplo sirven el hackbrett suizo, el cimbal checo y el santuori griego. A finales del siglo XIX, el dulcémele húngaro, el címbalo o cimbalom con mazos, dio lugar a un elaborado instrumento, totalmente cromático, con cuatro patas y un pedal de sordina como el piano. Se utiliza en la ópera de 1926 "Háry János", del compositor húngaro Zoltán Kodály.